# Henri IV de Brunswick-Grubenhagen
Henri IV de Brunswick-Grubenhagen (né vers  1460, mort le 6 décembre 1526 à Saltzderhelden, localité désormais incluse dans Einbeck) duc de Brunswick-Lunebourg de la maison des Welf, il règne conjointement avec son oncle Albert II puis avec son cousin Philippe Ier sur la principauté de Grubenhagen de 1464 à 1526.

## Biographie
Henri IV est le fils de Henri III de Brunswick-Grubenhagen et de son épouse
Marguerite, une fille de Jean Ier de Żagań et de Scholastique de Wettin.
Après la mort de son père en 1464, il lui succède comme Prince de Grubenhagen. Comme il est encore mineur il est sous la régence de son oncle Albert II jusqu'à sa majorité en 1479. Après cette date il partage la principauté avec Albert II. Albert II reçoit les châteaux d'Osterode am Harz et de Herzberg am Harz; Henri obtient le château de Heldenburg. Les deux duc demeurent corégents du château de
Grubenhagen. Après la mort d'Albert II en 1485, Henri IV devient à son tour le régent de son cousin en bas âge Philippe Ier.Quand Henri IV meurt sans enfant en 1526, Philippe Ier hérite ses possessions et réunifie l'ensemble de la principauté de Grubenhagen.

## Union et postérité
Henri IV épouse le 26 aout 1494 à Einbeck Elisabeth de Saxe-Lauenbourg (morte après le 7 avril 1542), la fille du duc Jean V de Saxe-Lauenbourg et de Dorothée de Brandebourg. Leur union demeure stérile.